# Булдози
Булдози (енгл. Beagle Boys) су измишљени ликови из Дизнијеве Паја Патак продукције. Створио их је Карл Баркс 1951. године. Они су бандитски клан који непрестано покушава да опљачка Бају патка. Некад их има само три (три брата?), други пут их је у акцији петоро, или су у банди од десет, али сваки пут међусобно се не много разликују (браћа близанци?). Врло су препознатљиви – носе црвене блузе, плаву капу и плаве панталоне, и црну разбојничку маску – а комичан аспект приче је да их наивне жртве често ни овако не препознају одмах као криминалце. Најсмешније је да у врату носе окачен затворски регистарски број, они су прави зликовци, карикирани стереотип и оличење негативаца.

## Булдози у стрипу
Браћа антропоморфних и апстрактних лопова са маскама преко очију први пут се појављују 1951. године, у стрипу под називом "Застрашујући Булдози" (Terror of the Beagle Boys, Walt Disney's Comics and Stories #134), иако само у једној секвенци и без посебне улоге. Поново се појављују у следећем броју серије (Walt Disney's Comics and Stories #135) на исти начин, као маргинални ликови. Али читајући причу, стиче се утисак да их чика Баја познаје одавно.
Њихов карактер је типичан за разбојнике: они су грубијани, хвалисави и себични, а све то их на неки начин чини чак и симпатичним. Нарочито ако се узме у обзир да су шепртље а њихове подвале и махинације увек заврше са поразом. Воле кад је међу њима слога, а из свађе опет настају комичне ситуације, нарочито када један од њих нешто забрља. У томе се међу њима издваја Булдог са затворским бројем 176-167 који се једини не уклапа у консензус, а његова гурманска приврженост сувим шљивама чини га јединим Булдогом који има и неку јединствену одлику. Баркс им није наденуо имена, него се идентификују само по регистраском броју, који за сваки од њих почиње са кодом "176-", што значи да су и у затвору увек били заједно.
Јављају се у главној улози тек годину дана касније, у стрипу "Јадни и сиромашни старац" (Only a Poor Old Man, Uncle Scrooge #1). У овој причи, у којој их Паја Патак представља као "најопасније криминалце у земљи" почињу њихове бесконачне перипетље и разни трикови да се домогну Бајиног трезора. Али на крају сваке приче заврше у лисицама (како ли се само до следеће епизоде увек ослободе?).
Булдози обично оперишу сами, али се понекад удружују и са другим криминалцима, на пример са вештицом Магом Враћевић у епизоди "Острво златне гуске" (Isle of the Golden Geese) коју је Баркс нацртао 1963. године.
Осим Карла Баркса њих је успешно цртао Дон Роса, и то обично у групи од седам.

## Булдози на филму
Као анимирани ликови дебитују уз Шиљу 1987. у његовој спортској серији краткометражних гегова (Sport Goofy), у епизоди о фудбалу (Soccermania). Касније се појављују у Патковграду у серији "Пачје Приче" (DuckTales), где први пут добијају имена – не мање смешна – као "Бургер", "Дебели", "Обијач" и слично.
Њихова најмодернија обрада је у филму "Три мускетара" (Mickey, Donald, Goofy: The Three Musketeers) 2004. године.